# Dzwono-Sierbowice
Dzwono-Sierbowice (prononciation : [ˈd͡zvɔnɔ ɕɛrbɔˈvit͡sɛ]) est une localité polonaise de la gmina de Pilica, située dans le powiat de Zawiercie en voïvodie de Silésie.